# Paucar del Sara Sara (tỉnh)
Tỉnh Paucar del Sara Sara (tiếng Tây Ban Nha: Provincia de Paucar del Sara Sara) là một tỉnh thuộc vùng Ayacucho của Peru. Tỉnh Paucar del Sara Sara có diện tích 2097 km², dân số thời điểm theo điều tra dân số ngày 11 tháng 7 năm 1993 là 10140 người. Tỉnh lỵ đóng ở Pausa.